# Rheumatee
Als Rheumatee werden Arzneitees in teilweise unterschiedlicher Zusammensetzung zur unterstützenden Behandlung rheumatischer Beschwerden bezeichnet. Hauptkomponente ist in der Regel die Rinde der Silber-Weide oder der Sal-Weide, die zur Linderung leichter Gelenkschmerzen angewendet werden kann. Ihr Inhaltsstoff Salicin ist als chemische Vorstufe der Acetylsalicylsäure schon seit der Antike für seine entzündungshemmende, fiebersenkende und schmerzstillende Wirkung bekannt. Die Anwendung ist traditionell begründet. Weiterhin traditionell angewendete Pflanzen sind etwa Brennnessel, afrikanische Teufelskralle und Echtes Mädesüß.
Die Bezeichnung Rheuma dient im Volksmund als Sammelbegriff für eine Vielzahl von unterschiedlichen chronischen Erkrankungen des Stütz- und Bewegungsapparates, der korrekte medizinische Oberbegriff lautet „Krankheiten des rheumatischen Formenkreises“. Rheumatee kann hier keine spezifische Wirkung auf die jeweilige Erkrankung ausüben, sondern durch seine schmerzstillende Komponente allenfalls etwas Linderung verschaffen. Allerdings sind sowohl der Gehalt an Salicin als auch der Übertritt des Wirkstoffs in das Heißgetränk uneinheitlich, so dass die Wirksamkeit im Einzelfall nicht vorhersagbar ist.
Nebenwirkungen
Es ist mit Nebenwirkungen des Salicins (Magen-Darm-Beschwerden bis hin zu Zwölffingerdarmgeschwüren etc.) – abhängig von der zugeführten Menge – zu rechnen. Es ist nicht auszuschließen, dass  in hoher Dosierung der aktive Metabolit Salicylsäure wie auch andere nichtsteroidale Antirheumatika  die Blutgerinnung hemmt, was bei der Anwendung von Weidenrindentees zu berücksichtigen ist.